# Американсько-канадські відносини

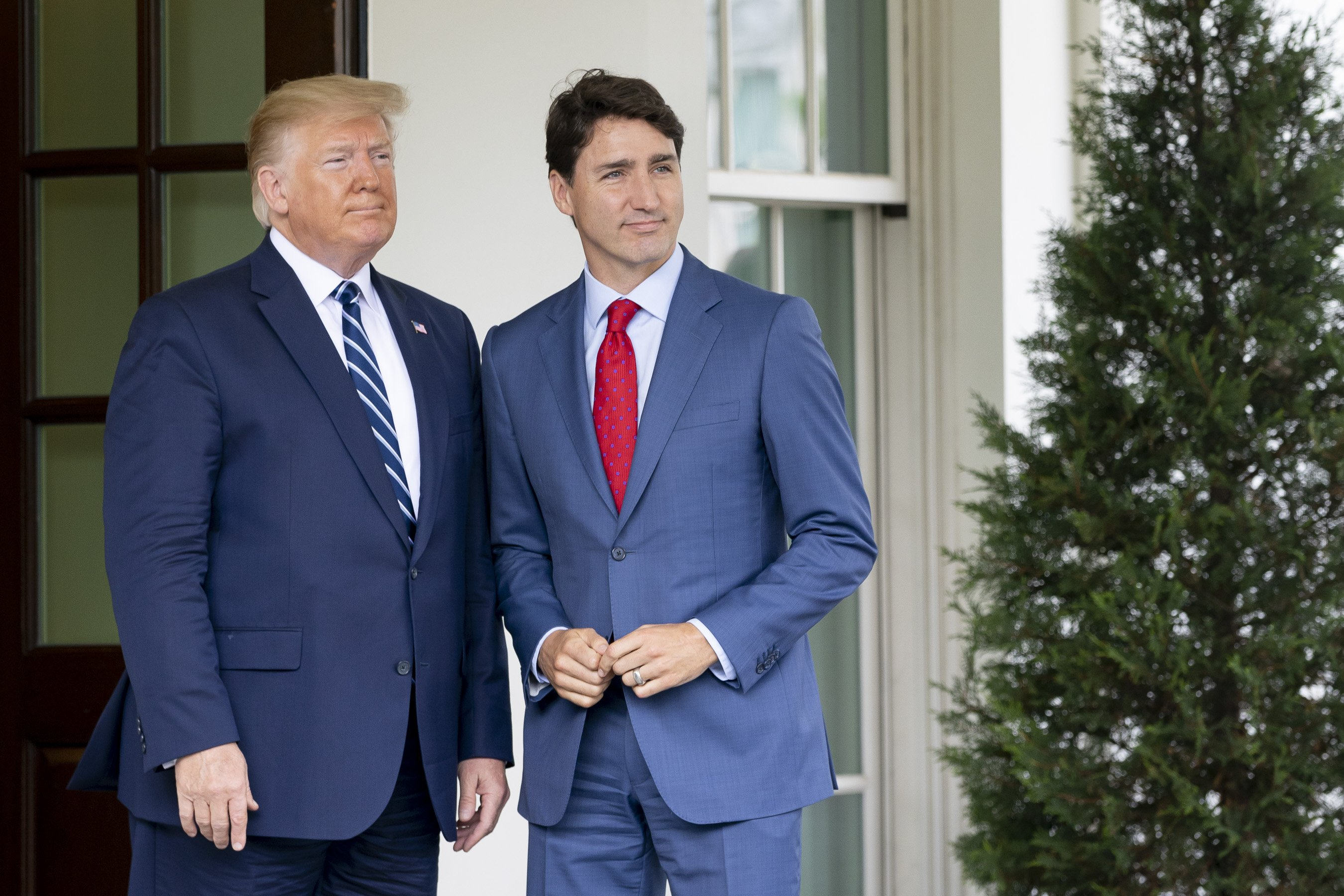
Президент США Дональд Трамп і прем'єр-міністр Канади Джастін Трюдо (червень 2019)

Американсько-канадські відносини (англ. American-Canadian relations, фр. relations américano-canadiennes) — історичні та поточні двосторонні відносини між Сполученими Штатами Америки та Канадою.
США мають посольство в Оттаві та консульства у Ванкувері, Вінніпезі, Галіфаксі, Калгарі, Квебеку, Монреалі та Торонто, а Канада має посольство у Вашингтоні та консульства в Атланті, Бостоні, Чикаго, Далласі, Денвері, Детройті, Лос-Анджелесі, Маямі, Міннеаполісі, Нью-Йорку, Сан-Франциско і Сіетлі.

## Короткий огляд
Обидві держави мають довготривалі та складні взаємини, які справили суттєвий вплив на історію, економіку та культуру Канади. Канада та Сполучені Штати давно взаємно вважають себе одними з «найближчих союзників». Вони мають найдовший у світі спільний міждержавний кордон (8 891 км), а також володіють значною здатністю до військової взаємодії. Американці і канадці історично зараховували одні одних до числа своїх «улюблених націй».
Після закінчення Другої світової війни економіки та ланцюги поставок обох країн виросли до повної інтеграції. У 2024 році американсько-канадський кордон щодня перетинали близько 400 000 людей та товари і послуги на суму 2,7 млрд доларів. Тісне економічне партнерство полегшують спільні цінності та сильні двосторонні торговельні угоди. Північноамериканська угода про вільну торгівлю (NAFTA) та її наступниця, Угода між США, Мексикою і Канадою (USMCA), відіграють стрижневу роль у сприянні економічному співробітництву та інтеграції між двома державами. Транскордонні проєкти, такі як шляхи сполучення, зв'язок, автостради, мости й трубопроводи, породили спільні енергетичні мережі і транспортні системи. Країни створили спільні інспекційні агентства, обмінюються даними та гармонізували правила щодо всього, починаючи від харчових продуктів і закінчуючи промисловими товарами. Попри ці факти, виникають суперечки, зумовлені неодноразовими торговельними розбіжностями, проблемами довкілля, стурбованістю Канади майбутнім експорту нафти, питанням нелегальної міграції, загрозами тероризму та незаконною торгівлею наркотиками.
Під час Другої світової війни країни налагодили тісну військову співпрацю, яка тривала і протягом холодної війни: на двосторонньому рівні через Командування повітряно-космічної оборони Північної Америки і багатосторонньому — в рамках НАТО. Канадські збройні сили, як і війська інших держав НАТО, брали участь у співпраці зі Сполученими Штатами у більшості великих конфліктів після Другої світової війни, серед яких війна в Кореї, війна в Перській затоці, війна в Косові, а також нещодавня війна в Афганістані. Проте Канада довгий час не бажала брати участь у військових операціях США, не санкціонованих Організацією Об'єднаних Націй, як-от війна у В'єтнамі чи вторгнення в Ірак у 2003 році. Канадська миротворча діяльність є відмітною рисою, яка, на думку канадців, відрізняє їхню військову зовнішню політику від Сполучених Штатів.
Канадський антиамериканізм проявляється різними способами, починаючи від політичних і закінчуючи культурними виявами. Не бути «американцем» — популярна тема канадської ідентичності. Починаючи з Американської революції, коли в Канаду переселили лоялістів, у цій країні лунали застереження від американського засилля чи поглинання. Війна 1812 року відзначалася вторгненнями через кордон в обох напрямках, але після війни кордони залишилися незміненими. Британці припинили сприяти нападам корінних американців на Сполучені Штати, а США більше ніколи не намагалися вдертися в Канаду. Коли Британія відійшла від справ, побоювання американського завоювання відіграли свою роль у виникненні Канадської конфедерації (1867).
За другого президентства Дональда Трампа через його мита та погрози Канаді анексією відносини цих двох держав різко погіршилися, а останні опитування свідчать про зростання недовіри канадців до США. 1 лютого 2025 року, коли президент США Дональд Трамп підписав укази про введення майже універсальних мит на товари, що ввозяться до США з Канади і Мексики, між Сполученими Штатами та цими двома сусідніми країнами почалася торговельна війна. Відразу після перемоги Ліберальної партії на парламентських виборах 28 квітня 2025 року керівник цієї партії прем'єр-міністр Канади Марк Карні заявив про рішучу зміну у відносинах зі США, де вже не буде неухильного поглиблення інтеграції та системи відкритої торгівлі, назвав поточну ситуацію «трагедією» та додав, що наступні місяці будуть складними і вимагатимуть жертв.

## Спільне членство
Канада та США є членами кількадесятьох міжнародних організацій, зокрема:
- Арктична рада
- Азійсько-Тихоокеанське економічне співробітництво
- Канадська хокейна ліга (CHL)
- CONCACAF
- FIBA
- FIFA
- Продовольча та сільськогосподарська організація ООН
- G7
- G-10
- G-20
- Міжнародна торговельна палата
- Міжнародна асоціація розвитку
- Міжнародна федерація хокею (IIHF)
- Міжнародний валютний фонд (МВФ)
- Міжнародний олімпійський комітет (МОК)
- Інтерпол
- Вища бейсбольна ліга (MLB)
- Вища футбольна ліга (MLS)
- Національна баскетбольна асоціація (НБА)
- Національна хокейна ліга (НХЛ)
- Національна ліга лакросу (NLL)
- Північноамериканська угода про вільну торгівлю (НАФТА)
- Командування аерокосмічної оборони Північної Америки (NORAD)
- Північноамериканський план нумерації
- Організація Північноатлантичного договору (НАТО)
- Організація американських держав
- Організація економічного співробітництва та розвитку (ОЕСР)
- Партнерство безпеки та розквіту Північної Америки
- Спільнота UKUSA
- Організація Об'єднаних Націй (ООН)
- ЮНЕСКО
- Міжнародна федерація боулінгу
- Всесвітня організація охорони здоров'я (ВООЗ)
- Світова організація торгівлі (СОТ)
- Світовий банк
- Міжнародна федерація регбі